# Gotland
Gotland (gutnisk: Gutland) er en svensk ø i Østersøen cirka 90 kilometer øst for fastlandet. I øens danske tid og indtil første halvdel af det 20. århundrede blev den kaldt Gulland. Øen udgør, sammen med nogle mindre øer, et län. Visby er øens hovedby, og der er kun én kommune, Gotlands kommun. Gotland er det område i Sverige, som er rigest på fortidsminder, og der findes 92 kirker fra middelalderen.

## Historie
Gotland, med Fårö, Stora Karlsö og flere ubeboede holme, opstod i Weichsel-istiden som følge af geologiske landhævninger. Øen blev først beboet af jægere og samlere. Der er fundet 8.000 år gamle skeletter i to gamle bebyggelser nord for Visby. Omkring 2000 f. Kr. blev jægerne fortrængt af agerdyrkere. Jernalderen begyndte her, som i den øvrige del af Skandinavien, 500 år f. Kr, og den tids bopladser menes også at have tjent som handelspladser: Eksempelvis har arkæologerne fundet ildsten, som stammer fra det sydlige Sverige. Pilespidser af skifer kom fra Norrland og rav fra den sydlige del af Østersøen.
Gotland har mange fortidsminder. Skibssætninger og billedsten er elementer, som sandsynligvis har sin oprindelse på Gotland. Fra 700-tallet findes et stort antal billedstene, som ofte viser sejlende både med sværd- og skjoldførende besætninger. Et eksempel er Hunningestenen, som er udstillet på Gotlands Museum Fornsalen, i Visby. 
I landskabet ses mange gravhøje og omkring 400 runesten og bautasten. Kylverstenen viser det første fuldstændige runealfabet. Også stenkister er talrige. Gravrøser og helleristninger fuldstændiggør fortidsminderne. Træfæstningen Bulverket i søen Tingstädeträsk er et enestående anlæg fra denne tid. Sjældent er også gravpladsen Trullhalsar ved Anga på Gotlands østkyst, som der også findes et eksempel på i det nuværende Polen. Der er også gravpladser i Lilla Bjärs og i Lilla Ihre. Fra den samme tid er der borganlæg i Stora Havor, Grogarnsberget, Herregårdsklint, Styrmansberg og Torsburg. På kirken Fröjels kyrkas kirkegård ved Visby ligger der en 10 x 9 meter stor nordisk labyrint fra fortiden.
I vikingetiden udviklede Gotland sig til et af de rigeste områder i det nordlige Europa. Store fund af udenlandske mønter fortæller om øens livlige handel, ikke kun i Visby, da møntfundene er spredt over hele øen. Gotlands handelsbønder drev omfattende handel mellem Vest- og Østeuropa. De ejede blandt andet handelsstedet Gutagård i Novgorod og en handelsplads i London. En af gotternes særlige handelsvarer var egernets vinterpels. Egernets tykke vinterpels er blågrå på ryggen og lys på bugen, og den fine pels var eftertragtet af kongehuse i hele Europa. Man handlede også med eksempelsvis bivoks fra Østeuropa.
Fra 1200-tallet var Visby et vigtigt sæde for det fremvoksende hansaforbund – sammenslutningen af nordeuropæiske handelsbyer i 1100-1600-tallet. Byens befolkning var delvis tysk. Den tyske befolknings magt har dog været kraftigt overdrevet i historieskrivningen. Senere tids forskning viser, at gotlændingerne i byen igennem middelalderen var den toneangivende befolkningsdel. I hele 1200-tallet var de repræsentanter for dem, som havde det afgørende ord, eksempelvis om den vigtige Ruslands-handel. Gotlændingerne i Visby var kraftigt påvirket af den tyske kultur sydfra. Det var også de gotlandske Visbykøbmænd, som dominerede handelen på Vesterhavet i dette århundrede. Endnu i slutningen af 1300-tallet udgjorde Visby-gotlændingerne halvdelen af de Visbykøbmænd, som drev handel i Holland og Flandern. De to nationaliteter havde også hver deres kirke.
Den gotlandske borgerkrig imellem by og land i 1288 handlede ikke kun om handelsmodsætninger. Den såkaldte ”bondehandel” (bøndernes handel) ophørte stort set før 1200-tallet. Da bymuren, Visby ringmur, blev bygget omkring 1270, skete det af beskyttelseshensyn og med bøndernes godkendelse. Borgerkrigen skyldtes mere, at Visbyborgerne i år 1285 måtte tilpasse sig kong Magnus Ladelås’ krav om en skatteforhøjelse, hvilket foranledigede bønderne til at stationere en kontrollant i byen, hvilket omtales 1286. Da borgerne ikke kunne acceptere dette, indførte de 1287, efter at de 1285 begyndte at bygge et porttårn i den eksisterende bymur, told mod bøndernes handel i byen – og eftersom alt gotlandsk udenlandshandel udgik fra Visbys havn, blev det et hårdt slag mod bønderne. Det fik bønderne til at angribe byen. Krigen endte med, at Magnus Ladelås tog byens parti med det resultat, at byen blev selvstændig og fri fra bøndernes indflydelse. Selvom byen fik en bøde på 2.000 mark for uden kongens tilladelse at have ført krig og desuden havde opført en bymur rundt om byen.
Efterhånden blev Visby én af hanseforbundets vigtigste byer. I 1361 blev øen erobret af den danske konge Valdemar Atterdag efter Slaget ved Visby.
Øen spillede en vigtig strategisk rolle i især Kalmarunionens tid. Erik af Pommern holdt således i en årrække til på Gotland, efter at først Sverige (1437) og dernæst Danmark (1438) og Norge (1439) havde gjort oprør mod hans styre. Først i 1449 overgav han Gotland til Christian 1. I 1467 opsagdes lensmanden på øen, Iver Axelsen Thott, og indtil 1487 var øen i realiteten uden for dansk kontrol.
I 1645, efter næsten 300 år, blev Gotland igen svensk ved freden i Brömsebro, men under den Skånske Krig fra 1675 til 1679 blev øen atter besat af Danmark. Tidligt på foråret 1676 er den danske admiral Niels Juel undervejs med en eskadre for at erobre Rügen og Gotland. Uden at møde nogen modstand gjorde Juel den 29. april 1676 landgang i Klintehamn tre kilometer syd for Visby, Allerede to dage senere havde han tvunget Visbys fåtallige forsvarere til at kapitulere. Øen forblev under dansk herredømme til krigens slutning i 1679. Da danskerne efter freden blev tvunget til at rømme øen, sprængte den danske øverstbefalende Visborg Slot, et af Nordens største borganlæg, i luften. I sidste halvdel af 1600-tallet begyndte genopretningen af den ødelagte og voldsramte by. Dele af den forfaldne middelalderbebyggelse blev restaureret eller ombygget til pakhuse og boliger. Andre bygninger blev nedbrudt.
I Den Store Nordiske Krig 1700-1721 besatte russiske tropper Gotland. Den 22. april 1808, under Den finske krig, gik 2.000 russiske soldater i land i Slesviken på det sydøstlige Gotland. De var under admiral Nikolaus Bodiscos kommando og erobrede den 24. april Visby uden nogen modstand. Byens indbyggere blev tvunget til at sørge for mad og logi til de russiske besættelsestropper. Admiral Bodisco indkvarterede sig i borgmester Grevemühles lejlighed på rådhuset, udnævnte sig selv til generalguvernør over Gotland og overtog landshøvdingens opgaver. Den 16. maj ankrede den svenske admiral Olof Rudolf Cederström med tre linjeskibe op i Sandviken på Gotlands østkyst og landsatte svenske tropper. Bodisco kapitulerede uden modstand, og den 17. maj 1808 forlod russerne Visby og marcherede til landsbyen Slite cirka 20 kilometer øst for Visby, hvorfra de sejlede til Libau i Letland.
Rundt om Gotlands kyst ligger en række bunkere opført i perioden 1939-1940 af frygt for et angreb fra Nazityskland. Efter Sovjetunionens angreb på Finland blev østkysten befæstet. Bunkerne var beregnet til at modstå en fuldtræffer fra skibsartilleri.
Sidst i 1900-tallet og i begyndelsen af 2000-tallet lukkede mange af øens traditionelle virksomheder, og den svenske stat begyndte fra 2010 at udflytte en del af sine virksomheder, blandt andet også til Gotland.

## Våben og flag
Våbenet og Gotlands officielle flag viser på en blå baggrund en sølv- og guldfarvet vædder (oprindelig en afbildning af agnus dei dvs. guds lam), der holder en gylden tværstang med et rødt banner, som slutter med en femfligede gylden kant (bordure).
Fra 1600-tallet kendes også en version med en lam holdende en Dannebrogvimpel. Den endnu bevarede banner blev broderet i anledning af Karl X Gustavs begravelse i 1660 - og dermed kun få år efter Gotlands overgang fra Danmark til Sverige. Motivet med guds lam er hentet fra det første kendte gotiske segl fra omtrent 1280. I forbindelse med beskrivelsen af våben i 1936 blev våbenbilledet imidlertid etableret som et vædder. Under Frederik 2. indgik Guds lam som symbol på øen også i det danske kongevåben.
Der er også en uofficiel version af Gotlands flag – gult med et grønt kors. Foreningen Gotlandiaflaggan lancerede 2013 et nyt flag i gylden og lila striber, baserende på en munks beskrivelse fra 1300-tallet. Allerede i Erikskrøniken var der et gotlandsk flag eller baner nævnt.
Gotlands landskabsdyr er pindsvinet (på gutamål: pinnsvein).
- Gotlands våben
- Gotlands flag
- Gotlands uofficielle flag
- Tidligere dansk kongevåben med Guds lam som symbol for Gotland
- Gotlands våben med Dannebrogvimpel fra 1660

## Kultur
Visby og ringmuren omkring byen kom på UNESCOs Verdensarvsliste i 1995. Hvert år i august deltager over 40.000 mennesker i byens historiske festival Medeltidsveckan, som byder på reenactment, ridderturnering og middelaldermarked.
I Kneippbyn syd for Visby findes Villa Villekulla, der blev brugt til filmatiseringen af Pippi Langstrømpe.

## Sprog
Mange på Gotland og Fårø taler stadig Gutnisk (Gutamål), de fleste taler dog i dag svensk med gutnisk udtale og udtryk (→gotlandsk).

## Trafik
Der er daglige afgange med færger fra Nynæashamn og Oskarshamn til Visby Havn.
Fra Visby Airport er der hele året flyforbindelser til Stockholm-Arlanda Airport og Göteborg City Airport. Ud over den regulære rutetrafik bliver der i sommer-turistsæsonen oprettet mange ruter til Visby. Der er i løbet af sommer og efterår en række charterafgange til destinationer omkring Middelhavet og til svenske byer.
I Visby er der flere bybuslinjer. Fra busbanegården i Visby er der lokale busruter til resten af øen.

## Turisme
Gotlands klima er mildt, og øen er et af Sveriges mest besøgte feriemål. Det gotlandske landskab er karakteristisk ved sine kalksten, små landbrug og åbne marker. Øen har en kystlinje på 800 kilometer med både sand- og stenstrande. På Nordøen er landskabet mere goldt, mens det er mere frodigt på den sydlige del af øen. Øen er kendt for sine kalkstensøjler (rauker). Det er store sten formet af havet, hvor en kerne af kalksten er tilbage. De fleste rauker findes på Fårö, men kan også ses i Lickershamn 24 kilometer nord for Visby.
Middelalderen er nærværende overalt på Gotland. Visby er en middelalderby med en bevaret ringmur, og over hele Gotland er der 92 middelalderkirker. Gotland er også en ø med et rigt kulturliv.
- Hvert år på skærtorsdag er påskemarchen i Visby en folkefest, hvor deltagerne går gennem Visby udklædte som påskehekse og påskeharer.
- I uge 27 afholdes hvert år "Almedalsugen". Her deltager Sveriges politiske partier, samt et stort antal organisationer, virksomheder og journalister.
- I uge 32 danner Visby rammen om en middelalderfestival med gøglere og fattigfolk, riddere og skønjomfruer, gråbrødre og musikanter.
- I august afholdes på hele øen kunstugen "Gotland Art Week" med mange kulturelle arrangementer, udstillinger, performance, musik, film og guidede ture.
- I slutningen af oktober afholdes Gotland Grand National, en af verdens største Enduro-konkurrencer. Konkurrencen foregår i skydeområdet Tofta, hvor elitekørere og amatører fra både Sverige og udlandet kører på motorcykel rundt på den lerede og bløde bane.
- En hel weekend i november afholdes "Gotlands Trøffelfestival" med fokus på delikatessen trøffel. Der er seminarer om trøfler, markeder med trøfler, demonstration af, hvordan man søger efter trøfler. Mange af øens restauranter byder denne weekend på trøffel-after-work og udsøgte trøffelmenuer.

## Religion
Af øens befolkning er 98 % protestanter
1 % muslimer og 1 % ateister.